# 臺南市已廢止鄉道列表
台南市鄉道列表列出台南市（省轄市時期）的鄉道，因台南市全境已劃入都市計劃區範圍中，所以境內鄉道已於2010年3月全數被交通部公路總局宣告廢除。部份跨越台南縣市轄區的鄉道，在台南縣境內的路段則再賦予台南縣的鄉道或鄉道支線編號，例如：市南10線的台南縣境路段（高速公路～媽祖廟），就被改編為台南縣南148-1線鄉道。台南市鄉道詳細資料及更動後現況參見本頁面「台南市鄉道詳細路線起迄點及路線資料」段落及「台南市區道列表」條目內資料。

## 交通部公告廢止台南市鄉道列表
台南市境內鄉道於2010年3月時，由交通部公路總局公告全部廢止。以下資料為廢止時，公告內詳列的台南市境內各鄉道實際起迄點及里程數（點擊後顯示全部內容）。
| 市1     | 十份塭～城南     | 2.673 km  | 解編、改列為市區道路                                                                     |
| 市2     | 港仔西～溪頂寮   | 14.865 km | 解編、改列為市區道路                                                                     |
| 市2-1   | 青草崙～城南     | 3.139 km  | 解編、改列為市區道路                                                                     |
| 市3     | 城南～四草湖     | 8.480 km  | 解編、改列為市區道路                                                                     |
| 市4     | 溪心寮～舊和順   | 3.970 km  | 解編、改列為市區道路                                                                     |
| 市5     | 本淵寮～四草湖   | 6.505 km  | 解編、改列為市區道路                                                                     |
| 市南6   | 本淵寮～蔦松     | 11.351 km | 本淵寮～三崁店路段解編、改列為市區道路，三崁店～蔦松路段改編為南146線                    |
| 市7     | 長安～安順       | 4.362 km  | 解編、改列為市區道路                                                                     |
| 市8     | 安平古堡～台南   | 3.558 km  | 解編、改列為市區道路                                                                     |
| 市9     | 安平海浴場～喜樹 | 3.779 km  | 解編、改列為市區道路                                                                     |
| 市9-1   | 四鯤鯓～鹽埕     | 1.551 km  | 解編、改列為市區道路                                                                     |
| 市南10  | 前甲～媽祖廟     | 7.184 km  | 前甲～高速公路路段解編、改列為市區道路，高速公路～媽祖廟路段改編為南148-1線              |
| 市南11  | 前甲～北堡       | 3.731 km  | 前甲～中華醫專路段解編、改列為市區道路，中華醫專～北堡路段改編為南147-1線                |
| 市11-1  | 竹嵩厝～牛稠子   | 2.093 km  | 解編、改列為市區道路                                                                     |
| 市南12  | 灣里～二行       | 4.698 km  | 灣里～永寧橋路段解編、改列為市區道路，永寧橋～二行路段改編為南155-1線，後又改編為南147線 |
| 南市133 | 善化～外塭子     | 12.082 km | 善化～港口南路段改編為南133線，港口南～外塭子解編、改列為市區道路                        |

## 台南市鄉道詳細起迄點及路線資料
本段落為台南市鄉道廢止前詳細起迄點及路線資料（為避免佔據過多頁面空間，故隱藏資料內容；若需觀看個別鄉道資料，點擊即可顯示）。
- 起點：台南市安南區學東里，公學路七段與安明路四段交叉路口，國姓大橋南端，接台17線（安明路四段）及台17甲線舊路線（公學路七段，安明路四段以東路段[2]）
- 途經：安南區學東里溪埔、砂崙里十份塭（什份塭）。
- 終點：安南區城南里土城子（城南），城北路與安中路交叉路口，接市2線（城西街一段與安中路六段）。
- 全長：2.673 km
- 沿線路名：安南區公學路七段（安明路四段以西路段）─城北路。
- 現況：解編為市區道路。

- 起點：台南市安南區城西里（港仔西、港西）十一戶子，城西街三段與青草崙堤防道路交叉路口。
- 途經：安南區城西里港西、城南里鄭子寮、土城子、南興里農場寮、淵中里本淵寮、溪心里十字路、原佃里俾川邊、梅花里草湖寮。
- 終點：安南區安西里溪頂寮（安順），安和路一、二段間與安中路一段交叉路口，接台19線（安和路一、二段）及市7線（長溪路一段）。
- 全長：14.865 km
- 沿線路名：安南區城西街三段至一段─安中路六段至一段。
- 現況：解編為市區道路。
- 備註：內政部「台南市行政區域圖」中，安中路六段至一段編號為市2-1線，市2線則為「港仔西～城南」，僅為城西街三段至一段（至青砂街一段交叉路口止），接市2-1線（青砂街一段）。

- 起點：台南市安南區青草里青草崙，青砂街二段與曾文溪堤防交會處，起點以西路段仍為青砂街二段。
- 途經：安南區砂崙里砂崙腳。
- 終點：安南區城南里土城子（城南），城西街一段與青砂街一段交叉路口，接市2線（城西街一段）。
- 全長：3.139 km
- 沿線路名：安南區青砂街二段（青草崙至砂崙腳之間路段）─青砂街一段。
- 現況：解編為市區道路。
- 備註：內政部「台南市行政區域圖」中，市2-1線為「港西～溪頂寮」，由安南區港西城西街三段510巷─青砂街二段至一段─城西街一段（青砂街一段至安中路六段之間路段）─安中路六段至一段，接台19線（安和路一、二段）。

- 起點：台南市安南區城南里土城子（城南），安中路六段與城西街一段交會處，接市2線（城西街一段與安中路六段）。
- 途經：安南區南興里農場寮、顯?里媽祖宮、四草里四草。
- 終點：安南區四草里四草湖（台江竹筏港綠色隧道、四草紅樹林保護區、四草砲臺、四草大眾廟），至大眾廟前大眾街，接大眾街。
- 全長：8.480 km
- 沿線路名：安南區安中路六段（城西街一段與北汕尾三路間路段，與市2線共線）─北汕尾三路（安中路六段與北汕尾二路間路段）─北汕尾二路─北汕尾一路─大眾街（北汕尾一路至大眾廟之間路段，至四草大道後路路段與市5線共線）。
- 現況：解編為市區道路。
- 備註：內政部「台南市行政區域圖」中，市3線為「農場寮～四草湖」，起點接市2-1線位於安中路六段與北汕尾三路的交叉路口，經北汕尾三路（安中路六段與北汕尾二路間路段）─北汕尾二路─北汕尾一路（北汕尾二路至北汕尾一路530巷之間路段）─北汕尾一路530巷─大眾六街（至大眾街交叉路口止）。

- 起點：台南市安南區顯宮里媽祖宮，北汕尾二路與本田路一段交叉路口，接市3線（北汕尾二路）。
- 途經：安南區台南科技工業園區。
- 終點：安南區鹽田里南寮，本田路一段與大眾街交叉路口，接大眾街[4]。
- 全長：不詳 （Google Earth 量測約為 1.54 km）
- 沿線路名：安南區本田路一段。
- 現況：解編為市區道路，本田路一段至四草大道交叉路口，轉向接本田路二段；四草大道～大眾街剩餘路段成為無名小路。

- 起點：台南市安南區溪心里溪心寮，本原街與本原街106巷交叉路口，接市南6線（本原街二段）。
- 途經：安南區原佃里十三佃、總頭里總頭寮、新順里新宅。
- 終點：安南區安順里舊和順，安和路三、四段間與總安街一段交叉路口，接台19線（安和路三、四段）。
- 全長：3.970 km
- 沿線路名：安南區本原街二段（本原街106巷至安吉路一段[2]─本原街一段─長溪路二段（本原街一段至總安街二段之間路段，與市7線共線）─總安街二段至一段。
- 現況：解編為市區道路。
- 備註：內政部「台南市行政區域圖」中，市4線為本淵寮～舊和順，起點接市2線（安中路三、四段），由本原街二段（全路段）─本原街一段─長溪路二段（本原街一段至總安街二段之間路段）─總安街二段至一段，接台19線（安和路三、四段）。

- 起點：台南市安南區淵中里本淵寮，本淵路與安中路三段交叉路口，接市2線（安中路三段）。
- 途經：安南區鹽田里安順鹽田、台南科技工業園區。
- 終點：安南區四草里四草湖（台江竹筏港綠色隧道、四草紅樹林保護區、四草砲臺、四草大眾廟），至大眾廟前大眾街，接大眾街。
- 全長：6.505 km
- 沿線路名：安南區本淵路─本田路三段至二段─四草大道（本田路二段至大眾街之間路段）─大眾街（四草大道至大眾廟之間路段，與市3線共線）[5]。
- 現況：解編為市區道路。
- 備註：內政部「台南市行政區域圖」中，市5線為本淵寮～台南科技工業園區，安南區本田路三段─本田路二段，接市3-1線（本田路一段）。

- 起點：台南市安南區淵中里本淵寮，本淵路與安中路三、四段間與本原街二段交叉路口，接市2線（安中路三、四段）。
- 途經：安南區溪心里溪心寮、長安里長安（新寮）、布袋里布袋嘴寮、州南、州北里和順、東和里五塊寮、台南縣永康三民里三崁店。
- 終點：台南縣永康蔦松里蔦松，台1線與蔦松一街交叉路口，接台1線（永康中正北路）。
- 全長：11.351 km
- 沿線路名：安南區本原街二段（安中路三段至本原街二段106巷之間路段）─本原街二段106巷─長溪路三段373巷21弄─長溪路三段373巷─長和路四段至一段─永安橋（台南縣市界）─永康永安路（永安橋至仁愛街之間路段）─仁愛街─三民街─蔦松一街[6]。
- 現況：台南市區境內本淵寮～永安橋路段全部解編為市區道路；台南縣永康境內三崁店～蔦松路段（仁愛街─三民街─蔦松一街）改編為南146線[7]。
- 備註：內政部「台南市行政區域圖」中，市南6線為長安～蔦松，由安南區長和路四段至一段─永安橋─永康永安路（永安橋至仁愛街之間路段）─仁愛街─三民街─蔦松一街（三民街至蔦松二街之間路段）─蔦松二街（蔦松一街至中正北路之間路段），接台1線（中正北路）與縣道177號（蔦松二街）交叉路口。

- 起點：台南市安南區長安里長安，長溪路三段與公學路二段交叉路口，接縣道178號（公學路二段）[8]。
- 途經：安南區總頭總頭寮、頂安里頂安、安慶里頂安順。
- 終點：安南區安西里安順（溪頂寮），接台19線（安和路一、二段））及市2線（安中路一段）。
- 全長：4.362 km
- 沿線路名：安南長溪路三段至一段。
- 現況：解編為市區道路。
- 備註：長溪路二段在本原街一段到總安街二段之間路段，市7與市4線共線。

- 起點：台南市安平區西門里（安平古堡），古堡街與安北路交叉路口，起點以西路段仍為安北路。
- 途經：安平區港仔里港仔尾。
- 終點：中西區協進、民權、安海里，民生路二段與金華路三、四段間交叉路口，接台17甲線（金華路三、四段）。
- 全長：3.558 km
- 沿線路名：安北路（古堡街至安平路之間路段）─安平路─民生路二段（中華西路二段至金華路三、四段之間路段）。
- 現況：解編為市區道路。
- 備註：內政部「台南市行政區域圖」中，市8線為四草大橋～台南，以四草大橋南端為起點，接市9線（漁光路），由安北路（四草大橋至城平路之間路段）─城平路─同平路─安平路990巷─安北路（安平路990巷至安平路之間路段）─安平路─民生路（中華西路二段至金華路三、四段之間路段），接台17甲線（金華路三、四段）。

- 起點：台南市南區鯤鯓里安平新港南岸（安平海水浴場），鯤鯓路終點，可接台61線先建成路段（安平港聯外道路）。
- 途經：南區鯤鯓里四鯤鯓。
- 終點：南區喜東里喜樹，喜樹路151巷與明興路交叉路口，接台17甲線（明興路）。
- 全長：3.779 km
- 沿線路名：南區鯤鯓路─鯤鯓路101巷─濱南路（台17線，鯤鯓路101巷至濱南路222巷之間路段）─濱南路222巷─喜樹路（濱南路222巷至喜樹路151巷之間路段）─喜樹路151巷[9]。
- 現況：解編為市區道路。
- 備註：內政部「台南市行政區域圖」中，市9線有兩段路線：北段位於安平新港北側，由漁光路[10]接市8線（安北路）路口為起點，至安平新港北側全段道路，；南段則安平新港南側鯤鯓路（至鯤鯓路101巷口）─鯤鯓路101巷，接台17線（濱南路）為終點。

- 起點：台南市南區鯤鯓里四鯤鯓，鯤鯓路與鯤鯓路101巷交叉路口，接市9線（鯤鯓路）。
- 途經：無。
- 終點：南區南都里鹽埕，鯤鯓路與南和路交叉路口，接台17/17甲線舊路線（南和路）。
- 全長：1.551 km
- 沿線路名：南區鯤鯓路（鯤鯓路101巷至南和路之間路段）。
- 現況：解編為市區道路。
- 備註：南和路本原為台17線舊路線，隨著整個台17線台南市區路段改編為台17甲線；後來明興路到金華路路口段拓寬改善後，台17甲線改行經明興路，南和路成為一般市區道路，仍為市9-1線終點[11]。

- 起點：台南市東區富裕、龍山、新東里（前甲），裕農路與東門路三段交叉路口，接縣道182號（東門路三段）。
- 途經：台南市東區後甲、虎尾寮、台南仁德太子村太子廟、鹽地仔、土庫村土庫、六甲仔、土井仔、太子村六甲店、歸仁大廟村餅店仔、過港仔。
- 終點：歸仁媽廟村（媽祖廟）王厝，歸仁中正北路二段與和順路一段交叉路口，接縣道177號（中正北路二段）。。
- 全長：7.184 km
- 沿線路名：東區裕農路─仁德太子路─歸仁和順路二段至一段
- 現況：台南市境內前甲～高速公路，裕農路路段解編為市區道路；台南縣境內高速公路～媽祖廟，仁德太子路─歸仁和順路二段至一段改編為南148-1線[7]。
- 備註：內政部「台南市行政區域圖」中，市南10線為台南市北區開元～歸仁媽祖廟，起點位於北區勝安、中樓里（開元），開元路與前鋒路交叉路口，接台20線（開元路），北區前鋒路─東區東寧地下道─東寧路西段─東寧路─後甲圓環─裕農路（後甲圓環至太子路之間路段）─仁德太子路─歸仁和順路二段至一段，接縣道177號（中正北路二段）。

- 起點：台南市東區富強、自強里（前甲），中華東路二、三段間與東門路路三段交叉路口，接台1線（中華東路二、三段）與縣道182號（東門路三段）。
- 途經：台南市東區虎尾寮、竹篙厝、仁德仁德村、後壁村、仁義村。
- 終點：台南縣仁德後壁村、仁義村北保（北保仔），民安路一段與中正路二段交叉路口，接南147線（中正路二段）。
- 全長：3.731 km
- 沿線路名：東區仁和路─崇善東路─崇善路─仁德民安路一段[13]。
- 現況：台南市境內前甲～中華醫專路段解編為市區道路；台南縣境內中華醫專～北保仔，民安路一段路段改編為南147-1線[7]。
- 備註：內政部「台南市行政區域圖」中，市南11線為台南市東區崇德～仁德新田村萬應公廟，起點位於東區台1線中華東路三段與崇善路交叉路口，東區崇善路（中華東路至民安一路之間路段）─仁德民安路一段─至二段，接崑崙街（南151線）。

- 起點：台南市東區和平、仁和里（竹篙厝），東門路路三段與自由路二段交叉路口，接縣道182號（東門路三段）。
- 途經：台糖糖業研究農場及糖業研究所。
- 終點：台南市東區崇明、東智里（牛稠子），生產路與大同路二段交叉路口，接台1線（大同路二段）。
- 全長：2.093 km
- 沿線路名：東區崇善東路─生產路。
- 現況：解編為市區道路。
- 備註：在內政部「台南市行政區域圖」中，市11-1線起點接東區崇善路（市南11線），崇善東路（崇善路至生產路之間路段）─生產路（崇善東路至大同路二段之間路段），接台1線（大同路二段）。

- 起點：台南市南區同安、佛壇里（灣裡），灣裡路與興南街二段交叉路口，接台17/17甲線舊路線（灣裡路）[11]。
- 途經：台南縣仁德大甲村大甲、二行村二層行。
- 終點：台南縣仁德二行村二行，二仁路一段與中正西路交叉路口，接台1線（二仁路一段）及南147線（仁德中正路一段）。
- 全長：4.698 km
- 沿線路名：南區興南街（灣裡路至明興路之間路段）─同興路(原明興路1181巷)─永寧橋（台南縣市界橋）─仁德中正西路。
- 現況：台南市境內灣裡～永寧橋路段解編為市區道路；台南縣境內永寧橋～二行，仁德中正西路改編為南155-1線[7]。
- 備註：內政部「台南市行政區域圖」中，市南12線起點接台17線（明興路），由明興路1181巷─中正西路，終點接台1線（二仁路一段）及南147線（仁德中正路一段）。灣裡路為台17線西濱公路舊路線，改編為台17甲線並行經明興路，灣裡路則改為一般市內道路[11]。

- 起點：台南縣善化西關、北關里，三民路與中山路交叉路口，接台19甲線（善化中山路、三民路）。
- 途經：台南縣善化台南科學工業園區、南關里三抱竹、中寮、安定中榮村渡子頭、許中營、港口及港南村（港口南）、六嘉村六塊寮。
- 終點：台南市安南區塭南、州北里（外塭仔），安南區安和路五段與安昌路交叉路口，接台19線（安和路五段）。
- 全長：12.082 km
- 沿線路名：。善化三民路─南科九路─三抱竹路─南科七路─木柵港東路─木柵港西路─（安定渡子頭）─（安定許中營）─（安定港口南）─縣道178號─（安定六塊寮）─縣道178號─安南區安昌街[15]。
- 現況：台南縣境內善化～港口南，善化三民路至安定安昌路路段改編為南133線[7]；台南市境內，剩餘安南區安昌路段解編為一般市區道路。
- 備註：善化三民路至木柵港西路間路段，在台南科學工業園區未開發之前，是以直線道路連接（其中南科九路口以後的直線跡仍存在）；開發完成之後，需經由科學園區之內道路連接市南133/南133線兩段路線，里程數因而略有改變，實際路線也較難以推測。[11]。

## 台南市鄉道資料列表（交通部公告資料）
此列表整理出交通部公路總局公告廢止台南市鄉道時，各鄉道實際的起迄點、連接道路及里程數。需注意市3-1線並不包括在此列表內，實際上已提前廢止該鄉道支線，所以就未包括在廢止鄉道的公告中。
| 編號      | 起迄點           | 起點行政區   | 起點地名、路名 （連接道路）                                                 | 終點行政區   | 終點地名、路名 （連接道路）                                                    | 里程 （km） | 備註 |
| 市1線     | 十份塭～城南     | 台南市安南區 | 學東里，公學路七段，國姓大橋南側 （台17線，安明路四段）                     | 台南市安南區 | 城南里土城子（城南），城北路 （市2線，城西街一段與安中路六段）                 | 2.673       |      |
| 市2線     | 港仔西～溪頂寮   | 台南市安南區 | 城西里十一戶子，城西街三段 （青草崙堤防道路）                               | 台南市安南區 | 安西里溪頂寮（安順），安中路一段 （台19線，安和路一、二段；市7線，長溪路一段） | 14.865      |      |
| 市2-1線   | 青草崙～城南     | 台南市安南區 | 青草里青草崙，青砂街二段，青草崙曾文溪堤防邊 （青砂街二段）                 | 台南市安南區 | 城南里土城子（城南），青砂街一段 （市2線，城西街一段）                         | 3.139       |      |
| 市3線     | 城南～四草湖     | 台南市安南區 | 城南里土城子（城南），安中路六段 （市2線，城西街一段與安中路六段）          | 台南市安南區 | 四草里四草湖（大眾廟），大眾街 （大眾街）                                      | 8.480       |      |
| 市4線     | 溪心寮～舊和順   | 台南市安南區 | 溪心里溪心寮，本原街二段，本原街二段106巷路口 （市6線，本原街二段）         | 台南市安南區 | 安順里舊和順，總安街一段 （台19線，安和路三、四段）                            | 3.970       |      |
| 市5線     | 本淵寮～四草湖   | 台南市安南區 | 淵中里本淵寮，本淵路 （市2線，安中路二段）                                  | 台南市安南區 | 四草里四草湖（大眾廟），大眾街 （大眾街）                                      | 6.505       |      |
| 市南6線   | 本淵寮～蔦松     | 台南市安南區 | 淵中里本淵寮，本原街二段 （市2線，安中路三、四段）                          | 台南縣永康市 | 蔦松里蔦松，蔦松一街 （台1線，中正北路）                                       | 11.351      |      |
| 市7線     | 長安～安順       | 台南市安南區 | 長安里長安，長溪路三段 （縣道178號，公學路二段）                            | 台南市安南區 | 安西里安順（溪頂寮），長溪路一段 （台19線，安和路一、二段；市2線，安中路一段） | 4.362       |      |
| 市8線     | 安平古堡～台南   | 台南市安平區 | 安平區西門里（安平古堡），安北路，古堡街路口 （安北路）                     | 台南市中西區 | 協進、民權、安海里，民生路二段 （台17甲線，金華路三、四段）                    | 3.558       |      |
| 市9線     | 安平海浴場～喜樹 | 台南市南區   | 鯤鯓里安平新港南岸，鯤鯓路 （台61線先建成路段，安平港聯外道路）             | 台南市南區   | 喜東里喜樹，喜樹路151巷 （台17甲線，明興路）                                   | 3.779       |      |
| 市9-1線   | 四鯤鯓～鹽埕     | 台南市南區   | 鯤鯓里四鯤鯓，鯤鯓路，鯤鯓路101巷口 （市9線，鯤鯓路）                       | 台南市南區   | 南都里鹽埕，鯤鯓路 （南和路）                                                  | 1.551       |      |
| 市南10線  | 前甲～媽祖廟     | 台南市東區   | 富裕、龍山、新東里（前甲），裕農路 （縣道182號，東門路三段）                | 台南縣歸仁鄉 | 歸仁媽廟村（媽祖廟）王厝，和順路一段 （縣道177號，中正北路二段）               | 7.184       |      |
| 市南11線  | 前甲～北保       | 台南市東區   | 富強、自強里（前甲），仁和路（台1線， 中華東路三段；縣道182號，東門路三段） | 台南縣仁德鄉 | 後壁村、仁義村北保（北保仔），民安路一段 （南147線，中正路二段）               | 3.731       |      |
| 市11-1線  | 竹嵩厝～牛稠子   | 台南市東區   | 和平、仁和里（竹篙厝），崇善東路 （縣182，東門路三段）                      | 台南市東區   | 崇明、東智里（牛稠子），生產路 （台1線，大同路二段）                           | 2.093       |      |
| 市南12線  | 灣裡～二行       | 台南市南區   | 同安、佛壇里（灣裡），興南街，灣裡路路口 （灣裡路）                         | 台南縣仁德鄉 | 二行村二行，中正西路 （台1線，二仁路一段）                                     | 4.698       |      |
| 南市133線 | 善化～外塭子     | 台南縣善化鎮 | 西關、北關里，三民路，中山路路口 （台19甲線，中山路與三民路）               | 台南市安南區 | 塭南、州北里（外塭仔），安昌路 （台19線，安和路五段）                          | 12.082      |      |

## 台南市鄉道新舊資料對照列表
此列表整理出內政部「台南市行政區域圖」地圖資料中，台南市境內各鄉道實際的起迄點、連接道路及里程數。地圖中多數台南市鄉道與交通部所公告廢除時的鄉道資料差異很大，可能在起迄點、路線或里程上都有所差異，因為內政部地圖實際繪制於2004年、發行於2005～2006年間，資料上也較為老舊，但卻此也保留了台南市鄉道的舊有的路線分布圖，並在利用於推測市內鄉道廢止時的最終路線分布時更為方便確實。本列表中的「里程」欄位，是由 Google Earth上道路空照圖量測而得；而「差異」欄位則比較與交通部公告鄉道資料，內政部地圖資料所描繪的台南市鄉道路線是較長或較短。 
| 編號      | 起迄點                              | 起點行政區   | 起點地名、路名 （連接道路）                                            | 終點行政區   | 終點地名、路名 （連接道路）                                                           | 里程 （km） | 差異 |
| 市1線     | 十份塭～城南                        | 台南市安南區 | 學東里，公學路七段，國姓大橋南側 （台17線，安明路四段）                | 台南市安南區 | 城南里土城子（城南），城北路 （市2線，城西街一段與安中路六段）                        | 2.68        | 相同 |
| 市2線     | 港仔西～城南                        | 台南市安南區 | 城西里十一戶子，城西街三段 （青草崙堤防道路）                          | 台南市安南區 | 城南里土城子（城南），城西街一段，青砂街一段路口 （市2-1線，城西街一段）              | 5.40        | 較短 |
| 市2-1線   | 港西～溪頂寮                        | 台南市安南區 | 城西里港西，城西街三段510巷 （市2線，城西街三段）                      | 台南市安南區 | 安西里溪頂寮（安順），安中路一段 （台19線，安和路一、二段；市7線，長溪路一段）        | 15.46       | 較長 |
| 市3線     | 農場寮～四草湖                      | 台南市安南區 | 南興里農場寮，北汕尾三路 （市2-1線，安中路五、六段）                   | 台南市安南區 | 四草里四草湖（大眾廟），大眾街，至大眾廟前 （大眾街）                                 | 6.62        | 較短 |
| 市3-1線   | 媽祖宮～南寮                        | 台南市安南區 | 顯宮里媽祖宮，本田路一段 （市3線，北汕尾二路）                         | 台南市安南區 | 鹽田里南寮，四草大道～大眾街間無名小路 （大眾街）                                     | 1.54        | ─    |
| 市4線     | 本淵寮～舊和順                      | 台南市安南區 | 淵中里本淵寮，本原街二段 （市2-1線，安中路三、四段）                   | 台南市安南區 | 安順里舊和順，總安街一段 （台19線，安和路三、四段）                                   | 5.69        | 較長 |
| 市5線     | 本淵寮～台南科技 工業園區           | 台南市安南區 | 淵中里本淵寮，本田路三段 （市2-1線，安中路四段）                       | 台南市安南區 | 鹿耳里，本田街二段，本田街一段交叉路口 （市3-1線，本田路一段）                        | 4.80        | 較短 |
| 市南6線   | 長安～蔦松                          | 台南市安南區 | 長安里長安，長和路四段 （市7線，長溪路三段）                           | 台南縣永康市 | 蔦松里蔦松，蔦松二街，中正北路交叉路口 （台1線，中正北路；縣道177號，蔦松二街）       | 8.11        | 較短 |
| 市7線     | 長安～安順                          | 台南市安南區 | 長安里長安，長溪路三段 （縣道178號，公學路二段）                       | 台南市安南區 | 安西里安順（溪頂寮），長溪路一段（台19線， 安和路一、二段；市2-1線，安中路一段）      | 4.48        | 相同 |
| 市8線     | 四草大橋～台南                      | 台南市安平區 | 金城里，安北路，四草大橋南側 （市9線，漁光路）                         | 台南市中西區 | 協進、民權、安海里，民生路二段，金華路三、四段 交叉路口（台17甲線，金華路路三、四段） | 6.51        | 較長 |
| 市9線     | 四草大橋～安平新港， 安平新港～喜樹 | 台南市安平區 | 金城里，漁光路，四草大橋南側 （市8線，安北路）                         | 台南市南區   | 喜北里喜樹，鯤鯓路101巷 （台17線，濱南路）                                            | 6.09        | 較長 |
| 市9-1線   | 四鯤鯓～鹽埕                        | 台南市南區   | 鯤鯓里四鯤鯓，鯤鯓路，鯤鯓路101巷口 （市9線，鯤鯓路）                  | 台南市南區   | 南都里鹽埕，鯤鯓路 （南和路）                                                         | 1.57        | 相同 |
| 市南10線  | 開元～媽祖廟                        | 台南市北區   | 勝安、中樓里（開元），前鋒路 （台20線，開元路）                        | 台南縣歸仁鄉 | 媽廟村（媽祖廟）王厝，和順路一段 （縣道177號，中正北路二段）                          | 9.85        | 較長 |
| 市南11線  | 崇德～萬善公廟                      | 台南市東區   | 崇德、崇善里（崇德），崇善路，中華東路三段路口 （台1線，中華東路三段） | 台南縣仁德鄉 | 新田村萬善公廟，民安路二段 （南151線，崑崙街）                                        | 5.86        | 較長 |
| 市11-1線  | 竹篙厝～牛稠子                      | 台南市東區   | 崇文、崇善、德高里（竹篙厝），崇善東路，崇善路口 （市南11線，崇善路）  | 台南市東區   | 崇明、東智里（牛稠子），生產路 （台1線，大同路二段）                                  | 1.71        | 較短 |
| 市南12線  | 灣裡～二行                          | 台南市南區   | 興農、同安里（灣里），明興路1181巷 （台17甲線，明興路）                | 台南縣仁德鄉 | 二行村二行，中正西路 （台1線，二仁路一段；南147線，中正路一段）                       | 4.30        | 較短 |
| 南市133線 | 善化～外塭子                        | 台南縣善化鎮 | 西關、北關里，三民路，中山路路口 （台19甲線，中山路與三民路））        | 台南市安南區 | 塭南、州北里（外塭仔），安昌路 （台19線，安和路五段）                                 | 12.10       | 相同 |